# Eutrichota simillima
Eutrichota simillima är en tvåvingeart som beskrevs av Griffiths 1984. Eutrichota simillima ingår i släktet Eutrichota och familjen blomsterflugor. Inga underarter finns listade i Catalogue of Life.